# Südoststeiermark járás

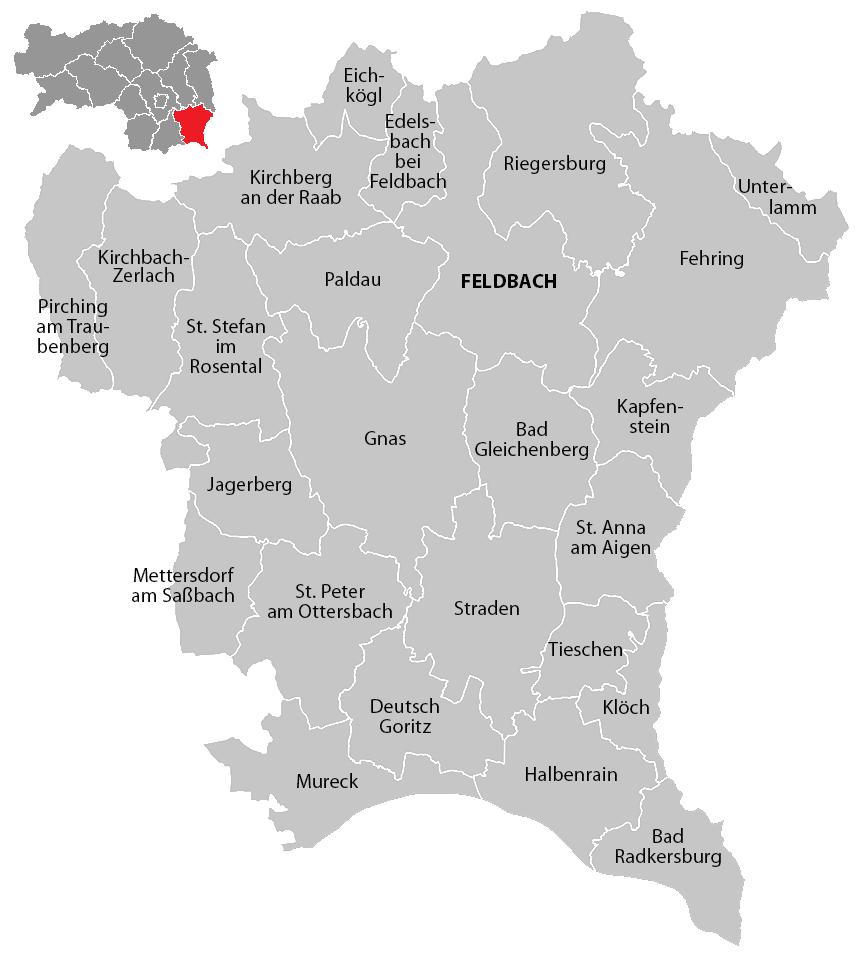

A Südoststeiermark járás Ausztriában, Stájerország tartományban található. Südoststeiermark járás Graz-környéki, Leibnitzi, Weizi, Hartberg-fürstenfeldi és Gyanafalvi járásokkal határos. Lakosainak száma 84 276 fő (2019. január 1.).

## A járáshoz tartozó települések
- Auersbach
- Aug-Radisch
- Bad Gleichenberg
- Bad Radkersburg
- Bairisch Kölldorf
- Baumgarten bei Gnas
- Bierbaum am Auersbach
- Breitenfeld an der Rittschein
- Deutsch Goritz
- Dietersdorf am Gnasbach
- Edelsbach bei Feldbach
- Edelstauden
- Eichfeld
- Eichkögl
- Fehring
- Feldbach
- Fladnitz im Raabtal
- Frannach
- Frutten-Gießelsdorf
- Glojach
- Gnas
- Gniebing-Weißenbach
- Gosdorf
- Gossendorf
- Grabersdorf
- Halbenrain
- Hatzendorf
- Hof bei Straden
- Hohenbrugg-Weinberg
- Jagerberg
- Johnsdorf-Brunn
- Kapfenstein
- Kirchbach in Steiermark
- Kirchberg an der Raab
- Klöch
- Kohlberg
- Kornberg bei Riegersburg
- Krusdorf
- Leitersdorf im Raabtal
- Lödersdorf
- Maierdorf
- Merkendorf
- Mettersdorf am Saßbach
- Mitterlabill
- Mühldorf bei Feldbach
- Mureck
- Murfeld
- Oberdorf am Hochegg
- Oberstorcha
- Paldau
- Perlsdorf
- Pertlstein
- Petersdorf
- Pirching am Traubenberg
- Poppendorf
- Raabau
- Radkersburg Umgebung
- Raning
- Ratschendorf
- Riegersburg
- Sankt Anna am Aigen
- Sankt Peter am Ottersbach
- Sankt Stefan im Rosental
- Schwarzau im Schwarzautal
- Stainz bei Straden
- Straden
- Studenzen
- Tieschen
- Trautmannsdorf in Oststeiermark
- Trössing
- Unterauersbach
- Unterlamm
- Weinburg am Saßbach
- Zerlach
- Kirchbach-Zerlach